# Mycale cylindrica
Mycale cylindrica är en svampdjursart som först beskrevs av Thomas Whitelegge 1906.  Mycale cylindrica ingår i släktet Mycale och familjen Mycalidae. Inga underarter finns listade i Catalogue of Life.